# CJ Schmidt
CJ Schmidt is een zelfstandig warenhuis in het centrum van het Noord-Duitse Husum.  Het bedrijf is actief sinds 1876.

## Geschiedenis
Het warenhuis werd opgericht in 1876 toen Carl Jensen Schmidt, een koopman afkomstig uit het Deense Skærbæk, samen met Johannes Heinrich Paulsen een kleine manufacturenwinkel overnam in de binnenstad van Husum. Schmidt had zijn opleiding genoten in het Deense Tønder, een stad die toen nog tot het hertogdom Sleeswijk behoorde. Deze achtergrond verbindt het bedrijf met de lange handelsgeschiedenis tussen Noord-Friesland en Zuid-Denemarken, die tot op de dag van vandaag zichtbaar is in Husum.
De winkel begon als een klassieke stoffen- en manufacturenzaak, zoals die in de 19e eeuw veel voorkwamen in kleine steden. In de decennia na de oprichting groeide de winkel langzaam maar gestaag, in lijn met de ontwikkelingen in de regionale economie. Rond de eeuwwisseling begon het bedrijf zijn aanbod uit te breiden, en door de toegenomen mobiliteit in de 20e eeuw kon het een bredere klantenkring aantrekken, ook van buiten Husum. Tegelijkertijd bleef het karakter van een regionaal familiebedrijf behouden.
In de jaren 1960 werd het concept van het warenhuis gemoderniseerd. In 1965 werd een café geopend op de bovenste verdieping van het gebouw, wat in die tijd nog een bijzonderheid was. Dit café functioneerde, behalve als eetgelegenheid, ook als ontmoetingsplaats voor klanten en bezoekers uit de regio. De winkel ging ook over op doorlopende openingstijden, wat afweek van de traditionele winkelsluiting tussen de middag, destijds nog gebruikelijk in veel Duitse steden.
In de loop van de 20e en 21e eeuw werd het bedrijf geleidelijk gemoderniseerd en aangepast aan veranderende winkelgewoonten. Er kwamen nieuwe afdelingen bij, het assortiment werd aangepast. Ook ging het bedrijf gebruikmaken van moderne winkelconcepten. Begin 21e eeuw werd een personal shopping-dienst geïntroduceerd, waarbij klanten individueel begeleid werden bij hun aankopen, hetgeen tot dan toe vooral bekend was van grootstedelijke modezaken.
C.J. Schmidt is tot op heden in familiebezit en wordt geleid door Peter Cohrs, een lid van de familie die sinds meerdere generaties aan het hoofd van het bedrijf staat. Het warenhuis is inmiddels uitgegroeid tot een van de grootste particuliere werkgevers in Husum, met zo'n 350 medewerkers en een verkoopoppervlak van circa 11.000 m². Dit omvat niet alleen het oorspronkelijke modehuis, maar ook een aparte Intersport-winkel.
In 2024 zette het bedrijf een belangrijke stap door een outletstore te openen in Rendsburg. Hiermee breidde het voor het eerst uit buiten de stad waar het al bijna 150 jaar was gevestigd. Men wilde hiermee uitgroeien van een lokale speler naar een regionale keten met meerdere vestigingen en het zwaartepunt in Husum.